# Província de Quillacollo

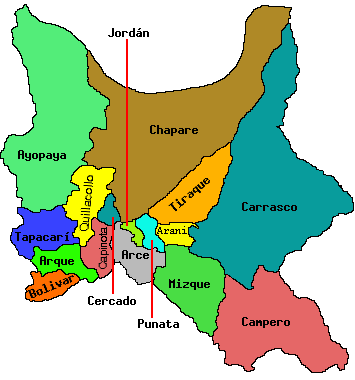
Les províncies del Departament de Cochabamba.

La província de Quillacollo és una de les 16 províncies del Departament de Cochabamba, a Bolívia. La seva capital és Quillacollo.